# Regis Chakabva
Regis Wiriranai Chakabva (* 20. September 1987 in Harare, Simbabwe) ist ein simbabwischer Cricketspieler, der seit 2008 für die simbabwische Nationalmannschaft spielt.

## Kindheit und Ausbildung
Chakabva durchlief die simbabwische Jugendmannschaften und war unter anderem Teil von dessen U19-Teams.

## Aktive Karriere
Sein Debüt in der Nationalmannschaft gab er im Twenty20-Format bei einem Vier-Nationen-Turnier in Kanada gegen Pakistan. Kurz darauf gab er auch sein ODI-Debüt bei einem Drei-Nationen-Turnier in Kenia gegen den Gastgeber. Daraufhin fand er in den nächsten zwei Jahren keinen festen Platz im Team. Jedoch fand er zum Cricket World Cup 2011 seinen Weg zurück und seine beste Leistung bei dem Turnier waren 35 Runs gegen Sri Lanka. Im November 2011 bestritt er dann auch seinen ersten Test gegen Neuseeland. Beim Test in Neuseeland zwei Monate später erzielte er sein erstes internationales Fifty über 63 Runs, womit er die Innings-Niederlage jedoch nicht verhindern konnte. Er spielte daraufhin immer wieder Mal eine Tour für Simbabwe. Im November 2014 erreichte er im zweiten Spiel der Test-Serie in Bangladesch sein erstes Century über 101 Runs aus 226 Bällen. Im dritten Test konnte er dann zwei Fifties (65 und 89* Runs) hinzufügen. Beim Cricket World Cup 2015 war er wieder Teil der Mannschaft und konnte dort unter anderem gegen die Vereinigten Arabischen Emirate 35 Runs erreichen. Im Oktober 2017 erzielte er gegen die West Indies ein Half-Century über 71* Runs im zweiten Test. In der ODI-Serie gegen die Vereinigten Arabischen Emirate im April 2019 erreichte er ein Half-Century über 78* Runs.
Ab 2021 stabilisierten sich dann seine Leistungen. Im zweiten Test gegen Pakistan im Mai 2021 erzielte er ein Fifty über 80 Runs. Im Juli folgten dann zwei Half-Centuries (54 und 84 Runs) in der ODI-Serie gegen Bangladesch. Sein erstes ODI-Century erzielte er im August 2022 gegen Bangladesch, als ihm 102 Runs aus 75 Bällen.